# Dahlgren (Virginie)
Pour les articles homonymes, voir Dahlgren.
Dahlgren est un district statistique du comté de King George, en Virginie. Sa population, 2 655 habitants au terme du recensement de 2010, a plus que doublé depuis l'an 2000. Cette banlieue se situe dans la Région viticole américaine d’appellation Northern Neck de Virginie.

## Histoire
Depuis 1918, Dahlgren est une base navale américaine, dont le nom est un hommage au contre-amiral John A. Dahlgren. D'abord centre d'essais de l'US Navy (U.S. Naval Proving Ground), elle a été rebaptisée « Laboratoire de l'armement naval » (U.S. Naval Weapons Laboratory) en 1950, « Centre d'armement des bâtiments de surface » (Naval Surface Weapons Center en 1974, et enfin depuis les années 1990 « Division Dahlgren du Centre d'armement des bâtiments de surface » (Naval Surface Warfare Center Dahlgren Division, NSWCDD). C'est ici qu'est basé le commandement du système de surveillance spatial de la Marine américaine (U.S. Naval Space Surveillance Systems), qui dépend toutefois de l'US Air Force depuis 2004. Le franchissement de l'estuaire du Potomac à Dahlgren est assuré par un pont à 2 voies de 3,5 km de long, le pont Harry Nice Memorial : il décharge l'autoroute Interstate 95 pour rallier Washington.

## Géographie
Selon le Bureau du recensement des États-Unis, ce secteur statistique est d'une superficie totale de 2,9 km2.

### Démographie
Au Recensement des États-Unis de 2000, l’agglomération comptait 997 habitants répartis en 456 foyers, et 260 familles résidentes. La densité de population est 340,7 hab/km2. La composition raciale du district était de 70,31 % blancs, 25,28 % d’Afro-Américains, 1,71 % d’Hispaniques et Latino-Américains, 0,30 % d’Amerindiens, 1,50 % d’Asiatiques, 0,10 % de Polynésiens, 0,60 % de « divers », et 1,91 % d'ethnie mixte.
24,8 % des 456 foyers entretenaient des enfants mineurs (moins de 18 ans). Ces foyers se composent pour 41,2 % de couples mariés vivant sous le même toit, de 11 % de mères seules, et de 42,8 % de célibataires. 36,8 % des foyers son constitués d'une seule personne et 11,4 % comptent une personne âgée de plus de 65 ans. La taille moyenne d'un foyer est de 2,19 individus et la taille moyenne d'une famille est de 2,85 individus.
La population du district par classes d'âge se répartit ainsi :
- 23,7 % de moins de 18 ans,
- 7,9 % de 18 à 24 ans,
- 30,6 % de 25 à 44 ans,
- 20,9 % de 45 à 64 ans,
- et 17 % de 65 ans ou plus.

L'âge moyen est de 37 ans. Il y a 96,6 hommes pour 100 femmes, et au-delà de 18 ans, 95,6 hommes pour 100 femmes.
Le revenu médian pour un foyer du district est 49 545 $, et le revenu médian par famille 53 500 $. Les hommes ont un revenu médian de 45 714 $, à comparer à 21 029 $ pour les femmes. Le revenu par tête est de 25 928 $. Environ 7,6 % des familles et 8,5 % de la population vivent sous le seuil de pauvreté, dont 12,7 % ont moins de 18 ans et 10,5 % plus de 65 ans.